# Lasianthus repens
Lasianthus repens là một loài thực vật có hoa trong họ Thiến thảo. Loài này được Hepper mô tả khoa học đầu tiên năm 1962.